# Ibacus alticrenatus
Ibacus alticrenatus е вид десетоного от семейство Scyllaridae. Видът не е застрашен от изчезване.

## Разпространение и местообитание
Разпространен е в Австралия (Виктория, Нов Южен Уелс и Южна Австралия) и Нова Зеландия (Северен остров, Чатъм и Южен остров).
Среща се на дълбочина от 95 до 380 m, при температура на водата от 11,4 до 14,3 °C и соленост 35 – 35,3 ‰.

## Описание
Популацията на вида е стабилна.